# 3.15.20
3.15.20 — четвёртый студийный альбом американского исполнителя Дональда Гловера, и первый релиз, выпущенный под собственным именем, а не под псевдонимом Childish Gambino. Он был первоначально загружен на сайт Donaldgloverpresents.com 15 марта 2020 года под названием Donald Glover Presents, после чего был удалён спустя 12 часов. После обратного отсчёта он был выпущен для прослушивания и скачивания под названием 3.15.20 22 марта. В альбом входит гостевое участие от Арианы Гранде, Хаджи Бонет, 21 Savage и других, которые не указываются на альбоме, а также содержит ранее выпущенный трек «Feels Like Summer», называемый «42.26».

## Список треков
Адаптировано под Tidal.
| №                   | Название            | Автор(ы) | {{{extra_column}}}                             | Длительность |
| ------------------- | ------------------- | --- | ---------------------------------------------- | ------------ |
| 1.                  | «0.00»              | Donald Glover Denise Renee James Francies, Jr.                                                                                             | Donald Glover                                  | 2:59         |
| 2.                  | «Algorhythm»        | D. Glover Abdullah Bahr Dacoury Natche Ely Rise Eyobed Getachew Keir Gist Kurtis McKenzie Leon Ware Reneé Neufville Riley Mackin Zane Grey | Glover DJ Dahi EY                              | 3:32         |
| 3.                  | «Time»              | D. Glover Chukwudi Hodge Natche Ludwig Göransson Sarah Aarons                                                                              | Glover Chukwudi Hodge DJ Dahi Ludwig Göransson | 6:07         |
| 4.                  | «12.38»             | D. Glover Atia Boggs Shéyaa Bin Abraham-Joseph Natche Kadhja Bonet                                                                         | Glover DJ Dahi                                 | 6:32         |
| 5.                  | «19.10»             | D. Glover Hodge Natche Francies McKenzie Göransson                                                                                         | Glover Hodge DJ Dahi Kurtis McKenzie Göransson | 5:08         |
| 6.                  | «24.19»             | D. Glover Carlos Munoz Natche | Glover DJ Dahi                                 | 7:59         |
| 7.                  | «32.22»             | D. Glover Hodge Natche Francies McKenzie Göransson                                                                                         | Glover Hodge DJ Dahi McKenzie Göransson        | 3:12         |
| 8.                  | «35.31»             | D. Glover Curtis Kirk Natche Erwin Henderson, Jr. Kayla Newman Sam Sugarman                                                                | DJ Dahi                                        | 3:56         |
| 9.                  | «39.28»             | D. Glover Francies Mackin | Glover James Francies, Jr. Riley Mackin        | 2:59         |
| 10.                 | «42.26»             | D. Glover Göransson | Glover Göransson                               | 5:21         |
| 11.                 | «47.48»             | D. Glover Hodge Natche Legend Glover Göransson                                                                                             | Glover Hodge DJ Dahi Göransson                 | 6:00         |
| 12.                 | «53.49»             | D. Glover Natche Francies | Glover DJ Dahi Francies                        | 3:55         |
| Общая длительность: | Общая длительность: | Общая длительность: | Общая длительность:                            | 57:44        |

Комментарии
- «Time» при участии Арианы Гранде.[5]
- «12.38» при участии 21 Savage, Ink и Хаджи Бонет.[5][6]
- «35.31» при участии Peaches Monroe.[5]
- «42.26» был выпущен как «Feels Like Summer».
- «47.48» при участии Ледженда Гловера.[5]

## Чарты
| Чарт (2020)                            | Высшая позиция |
| -------------------------------------- | -------------- |
| Австралия (ARIA)                       | 11             |
| Бельгия/Фландрия (Ultratop)            | 24             |
| Бельгия/Валлония (Ultratop)            | 112            |
| Канада (Canadian Albums Chart)         | 17             |
| Нидерланды (Album Top 100)             | 60             |
| Ирландия (Irish Albums Chart)          | 17             |
| Новая Зеландия (RMNZ)                  | 18             |
| Шотландия (Scottish Albums Chart)      | 53             |
| Великобритания (UK Albums Chart)       | 20             |
| США (Billboard 200)                    | 13             |
| США (Billboard Top R&B/Hip-Hop Albums) | 8              |